# Atom (editor)
Atom je svobodný textový editor postavený na platformě Electron, která je vystavena na Node.js a webovém prohlížeči Chromium. Je vyvíjen společností GitHub, má zabudovanou podporu pro Git a podporu zásuvných modulů naprogramovaných v JavaScriptu.
K dispozici jsou sestavení pro macOS, Linux, Microsoft Windows a Chrome OS.

## Dějiny
Původně se jednalo o nesvobodný software, ale GitHub jej v květnu 2014 uvolnil pod licencí MIT.
Dne 8. června 2022 bylo oznámeno, že Atom bude ukončen a k datu 15. prosince 2022 budou archivovány všechny projekty v rámci organizace.

## Podpora zvýrazňování syntaxe
Atom podporuje zvýrazňování syntaxe pro následující jazyky a formáty:
- Bash
- C
- C++
- C#
- Clojure
- COBOL
- CSS
- CoffeeScript
- D
- dávkový soubor
- Markdown (ve variantě GitHub)
- Go
- HTML
- Java
- JavaScript
- JSON
- Julia
- Kotlin
- Less
- Make
- Markdown
- Mustache
- Objective-C
- Perl
- PHP
- Property list
- Python
- R
- Ruby
- Ruby on Rails
- Rust
- Sass
- Scala
- SQL
- TOML
- TypeScript
- XML
- YAML
- MML